# You Only Live Twice (film)
You Only Live Twice is de vijfde James Bondfilm die werd geproduceerd door EON Productions, met Sean Connery als James Bond. De film is uitgebracht in 1967. Het verhaal is losjes gebaseerd op het gelijknamige boek van Ian Fleming uit 1964. Het scenario werd geschreven door Roald Dahl, die het weer baseerde op het boek van Fleming, maar het verschil tussen het originele boek van Fleming en de film is aanzienlijk. Het verhaal van de film volgt het boek amper. De film is grotendeels opgenomen in Japan.
De film ging op 12 juni 1967 in première in het Odeon-theater op Leicester Square. Het was de eerste Bondfilm die in première ging in het bijzijn van koningin Elizabeth. De film bracht wereldwijd meer dan 111 miljoen dollar op.
You Only Live Twice was voor even de laatste Bondfilm waarin Connery de rol van Bond vertolkte. In 1971 keerde Connery weer terug in de film Diamonds Are Forever.

## Verhaal
Een Amerikaanse ruimtecapsule  met daarin twee astronauten zweeft boven de aarde. Een van de astronauten verlaat de capsule voor een ruimtewandeling. Dan verschijnt er een ander, groter ruimteschip dat zich rondom de Amerikaanse ruimtecapsule sluit. Hierbij wordt de luchtslang tussen de astronaut en de capsule doormidden gesneden. Nu de capsule helemaal in het grote onbekende ruimteschip zit, heeft de aarde er geen radiocontact meer mee.
De Verenigde Staten verdenken de Sovjet-Unie van dit incident en zeggen dat ze over twintig dagen hun volgende ruimteschip zullen lanceren. Als daarbij weer wat misgaat, zal dat worden opgevat als een oorlogsdaad. De Sovjet-Unie ontkent met het gebeurde iets te maken te hebben. Het Verenigd Koninkrijk kan zich niet vinden in de verdenking richting de Sovjet-Unie; Singapore heeft zwakke echo's in de Japanse Zee gemeld, die waarschijnlijk van het onbekende ruimteschip komen. De Britse inlichtingendienst MI6 is hiermee al aan het werk gezet. Intussen is James Bond inderdaad al in Hongkong, waar hij seks heeft met een Chinese vrouw. Hij wordt echter door haar bedrogen en vervolgens ogenschijnlijk doodgeschoten door twee binnenstormende mannen. De kranten melden dat een Britse "kapitein-luitenant-ter-zee" is vermoord.
Bond wordt toegesproken waarbij 1 Korinthe 15:52 wordt geciteerd en vervolgens in de zee rond Hongkong gegooid. Onder water wordt hij naar een duikboot gebracht, waar hij een zuurstofmasker met een luchtslang blijkt te hebben. Aan boord heeft Bond een ontmoeting met M, die hem opdraagt naar Tokio te gaan om contact op te nemen met de Britse geheim agent Dikko Henderson. Henderson begint iets te vertellen over het hoofd van de Japanse geheime dienst Tiger Tanaka en een onbekend ruimtevaartuig dat in Japan landde, maar wordt dan vermoord. Bond neemt de plaats in van de moordenaar, en kan zo binnendringen in een al verdachte Japanse multinational, genaamd Osato Chemicals. Daar steelt hij een paar documenten. Bond ontsnapt aan de bewaking van Osato Chemicals met behulp van Aki, de assistente van Tiger Tanaka. De documenten zijn een foto, genomen door een toerist, van een schip genaamd Ning-Po en een microdot met het bericht dat de toerist geliquideerd is. Bond vermoedt dat Osato Chemicals de dekmantel is van SPECTRE.
Bond gaat terug naar Osato Chemicals, undercover als de nieuwe directeur van een bedrijf waar Osato Chemicals mee handelde. Hij ontmoet directeur Mr. Osato en diens assistente Helga Brandt. Mr. Osato heeft al direct door dat Bond een spion is en neemt stiekem een röntgenfoto van Bonds pistool. Later wordt Bond opnieuw door Aki van de bewaking gered.
De Japanse geheime dienst heeft inmiddels ontdekt dat de Ning-Po van Osato Chemicals is. Bond gaat samen met Aki naar Kobe, waar de Ning-Po geladen wordt. Hier wordt Bond gevangengenomen door de handlangers van Mr. Osato. Bond wordt na bewusteloos te zijn geslagen wakker tegenover Helga Brandt in haar hut op de Ning-Po. Nadat hij eerst door haar bedreigd is met marteling, probeert hij haar over te halen om samen naar Europa te vliegen zonder dat Osato het doorheeft. Dit lijkt te lukken, maar in Brandts privévliegtuig blijkt ze hem te hebben bedrogen: ze springt het vliegtuig uit met een parachute en laat Bond neerstorten. Bond kan nog net aan de dood ontsnappen.
Terug bij Tanaka hoort Bond dat de geheime dienst − op Bonds bevel − foto's heeft gemaakt van de Ning-Po tijdens de reis. Op weg naar Shanghai ging het schip langs het eiland Matsu. Er is een foto genomen voor en nadat de Ning-Po langs het eiland is geweest. Bij de eerste foto ligt het schip dieper, waaruit blijkt dat Osato Chemicals zijn lading bij het (onbewoonde) eiland Matsu heeft afgeleverd.
Inmiddels heeft Q een kleine autogiro, genaamd Little Nellie, bezorgd. Bond verkent hiermee het eiland, ontdekt geen enkele bebouwing, enkel een dode vulkaan met een kratermeer. Dan komen er vier vijandige helikopters van achteren. Bond weet ze met zijn bewapening op Little Nellie uit te schakelen.

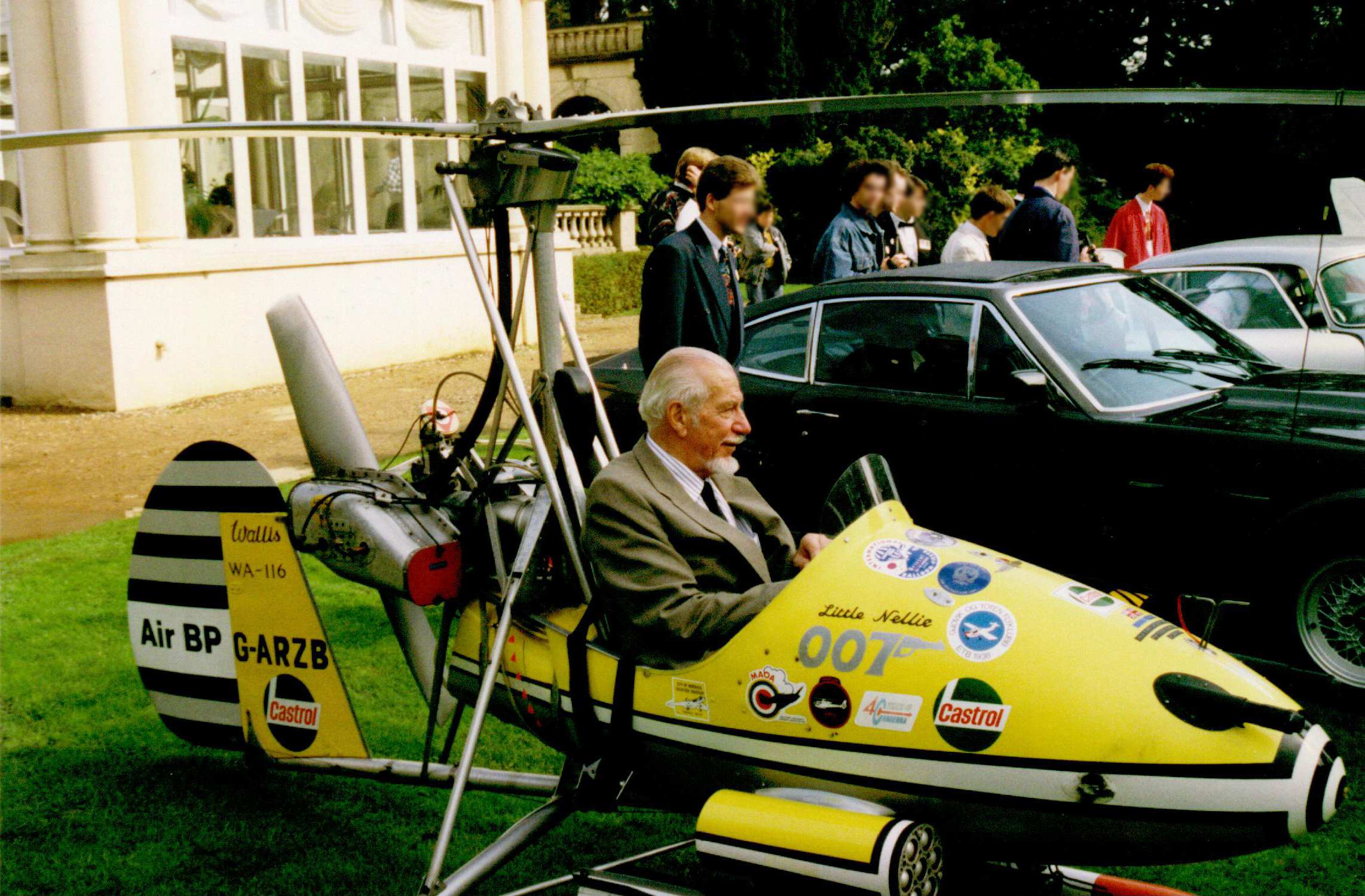
Little Nellie

Intussen stuurt de Sovjet-Unie een capsule met twee astronauten de ruimte in. Hetzelfde incident met het onbekende ruimteschip, wat eerst bij de Verenigde Staten gebeurde, gebeurt nu met de Russische capsule, alleen dit keer zonder dode. In deze scène is te zien hoe het ruimteschip  naar de aarde terugkeert. Bij de krater van de vulkaan op Matsu verschuift zich een enorme metalen plaat, zodat het ruimteschip  bij de krater naar beneden kan. Onder de plaat zit een enorme lanceerbasis. Hier landt het ruimteschip. De Russische astronauten worden uit hun capsule gehaald en in een cel bij de eerder ontvoerde Amerikaanse astronaut opgesloten. De Russen beschuldigen de Amerikanen inmiddels van het tweede incident. Het is zeker dat het de volgende keer oorlog zal worden.
In de controlekamer, die uitkijkt op de basis, zit de regering van een grote macht. Hier zijn onder andere Mr. Osato en Helga Brandt te zien. Dan verschijnt Ernst Stavro Blofeld. Achter de controlekamer zitten de privévertrekken van Blofeld, die daar twee onbekende mannen ontvangt: hun regering, die hem apparatuur levert, is zeer tevreden over zijn werk, maar Blofeld eist alvast een voorschot op zijn betaling. Dan roept hij Osato en Brandt bij zich. Osato's röntgenfoto is van de welbekende Walther PPK. Blofeld weet dat deze van James Bond is, die al eerder een stokje voor zijn plannen heeft gestoken. Het blijkt dat Brandts poging om Bond uit te schakelen is mislukt. Brandt wordt door Blofeld in een vijver vol piranha's gegooid, en Osato krijgt nog een laatste kans.
Bond verblijft inmiddels tussen de ninja's van Tanaka, waarbij hij zich voordoet als een echte Japanner. Hij moet ook − voor de bühne − trouwen met een agente van Tanaka. Intussen wordt Aki door een SPECTRE-lid onbedoeld vermoord door middel van gif (Bond was het eigenlijke doelwit). Dan verblijft hij in een vissersdorp met zijn zogenaamde vrouw, Kissy Suzuki.
Intussen blijkt dat de Verenigde Staten al begonnen zijn met aftellen voor hun volgende ruimtelancering terwijl die eigenlijk later gepland stond. De volgende avond zou de capsule al de lucht in gaan. Ook schijnt een Ama-meisje een grot van Matsu te zijn ingeroeid, waarbij ze niet meer terugkwam. De volgende ochtend is Bond dat samen met Kissy gaan onderzoeken. Het resultaat is dat ze ontdekken dat er een giftig gas ontsnapt als er iemand bij de grot naar binnen gaat. Bond denkt dat de grot helemaal doorloopt tot aan de vulkaan. Pas 's avonds komen Kissy en Bond bijna bij de top van de vulkaan aan. Dan gaat er plotseling een helikopter bij de krater naar beneden.
De Amerikaanse capsule is ondertussen de ruimte in gegaan. Bond en Kissy gaan dichter naar de krater toe en ontdekken dat het kratermeer eigenlijk een stalen plaat is. De plaat schuift plotseling open. Bond zegt tegen Kissy dat ze terug moet naar Tanaka, die met al zijn ninja's moet komen. Bond dringt de basis binnen en redt de drie astronauten uit hun cel. Dan moeten er twee astronauten en een reserve-astronaut klaarstaan om het ruimteschip, dat de nieuwe Amerikaanse capsule zal ontvoeren, in te gaan. Twee van de drie astronauten en Bond staan klaar. Bond wordt echter vlak voordat hij bij het ruimteschip naar binnen gaat, naar de controlekamer geroepen. Ondertussen gaat het ruimteschip met de twee andere astronauten de ruimte in.
In de controlekamer zegt Nr. 1 dat hij wist dat het Bond was, omdat hij een heel domme fout heeft gemaakt: een astronaut gaat niet bij een ruimteschip naar binnen met zijn ademhalingsapparaat. Dan stelt Nr. 1 zich voor en laat voor het eerst zijn gezicht zien. Hij heet Ernst Stavro Blofeld. Hij wil een Derde Wereldoorlog beginnen en zegt dat de Sovjet-Unie en de Verenigde Staten elkaar over een paar minuten vernietigd zullen hebben, waarna de wereld open ligt voor een nieuwe supermacht. Blofeld geeft zijn lijfwacht Hans een sleutel en zegt hem dat als de capsule gevangen is door het SPECTRE-ruimteschip, hij dan het ruimteschip moet vernietigen, door met de sleutel een klepje te openen zodat hij op de knop voor zelfvernietiging kan drukken.
Kissy en Tanaka zijn inmiddels aangekomen bij de vulkaan met alle ninja's. Dan wordt er een automatisch vuursysteem geopend van allemaal machinegeweren naast elkaar. Hierbij worden vele ninja's doodgeschoten. Bond kan met behulp van een pistool in de vorm van een sigaret veilig naar de hendels van de kraterbediening toe, zodat hij het kan openen en een aantal ninja's binnen kunnen dringen. Die zorgen ervoor dat alle ninja's bij de basis naar binnen kunnen, waarna er een groot gevecht ontstaat tussen de SPECTRE-leden en de ninja's.
Blofeld legt zijn vluchtroute intussen af samen met Bond. Hierbij schiet hij Mr. Osato dood. Als hij in zijn karretje gereed staat om weg te rijden, houdt hij zijn pistool op Bond gericht, maar dan gooit Tanaka een ninjaster in zijn arm, waardoor hij het pistool laat vallen. Het karretje rijdt door en Bond verliest Blofeld uit het oog.
Nr. 3, uit de controlekamer, sterft en Nr. 4 verlaat, met alle SPECTRE-leden in de controlekamer, de gehele vulkaan. Alleen Hans blijft over, zodat hij zijn opdracht kan vervullen. Bond gaat bij Blofelds privévertrekken binnen en ziet Hans op hem af komen. Er ontstaat een gevecht, waarbij Bond de sleutel uit Hans broekzak weet te pakken en Hans uiteindelijk van de brug weet af te gooien, zodat hij net als Brandt door de piranha's wordt verslonden. Bond gaat naar de controlekamer. Het ruimteschip van SPECTRE heeft de capsule bijna bereikt. Een Amerikaanse generaal is genoodzaakt vliegtuigen op de Sovjet-Unie af te sturen en de oorlog te beginnen. Bond opent het klepje met de sleutel en drukt op de knop. Vijf seconden voordat de capsule zou worden opgeslokt heeft Bond het ruimteschip van SPECTRE laten ontploffen. De Amerikaanse generaal roept zijn vliegtuigen direct terug. De Derde Wereldoorlog is voorkomen.
Even later stopt Blofeld even met zijn karretje, vele meters verderop, en schakelt het zelfvernietigingssysteem van zijn gehele vulkaanbasis aan. Bond gaat samen met de ninja's via de grot de vulkaan uit. Intussen vindt er een uitbarsting plaats. Bond en de ninja's klimmen op vele rubberboten, die twee vliegtuigen op dat moment laten vallen. Bond en Kissy klimmen samen op één rubberboot. Later, ver weg op zee, gaan de twee zoenen. Ze worden onderbroken door de duikboot van M, die de rubberboot onderschept, wanneer hij bovenkomt.

## Oorsprong van de titel
De titel You Only Live Twice komt uit een gedichtje (haiku) dat aan het begin van het boek door James Bond is gemaakt. In de film komt de titel uit een dialoog tussen Bond en Blofeld, vlak nadat Bond is gevat. Bond verklaart tegenover Blofeld dat hij in zijn "tweede leven" zit, nadat Blofeld eerder dacht dat Bond was geëlimineerd. Daarop antwoordt Blofeld dat men slechts tweemaal zal leven.

## Filmlocaties
- Pinewood Studio's in Londen, Engeland
- Akime, een vissersdorpje in Japan
- Hawaï, Verenigde Staten
- Bahama's (onderwateropnames)
- Gibraltar (torpedobootjager Tenby gebruikt voor de begrafenis van Bond)
- Hongkong, (destijds Brits, heden Chinees)
- Kobe dokken pier 8, Kobe in Japan
- Kasteel Himeji, Japan
- Kirischima, Japan
- Minamisatsuma, Japan
- Omgeving van Málaga, Spanje (helikopterscène)
- Tokio in Japan
- Rosaki Cave, Akime, Kyushu in Japan
- Finmere Aerodrome, Buckinghamshire in Engeland

## Rolverdeling
| Acteur              | Personage                                             |
| ------------------- | ----------------------------------------------------- |
| Sean Connery        | James Bond                                            |
| Bernard Lee         | M                                                     |
| Lois Maxwell        | Miss Moneypenny                                       |
| Desmond Llewelyn    | Q                                                     |
| Akiko Wakabayashi   | Aki                                                   |
| Mie Hama            | Kissy Suzuki (stem door Nikki Van der Zyl, onvermeld) |
| Donald Pleasence    | Ernst Stavro Blofeld                                  |
| Karin Dor           | Helga Brandt / SPECTRE #11                            |
| Tetsuro Tamba       | Tiger Tanaka (stem door Robert Rietty, onvermeld)     |
| Teru Shimada        | Mr. Osato                                             |
| Charles Gray        | Dikko Henderson                                       |
| Ronald Rich         | Hans (Blofelds lijfwacht)                             |
| Tsai Chin           | Ling                                                  |
| Peter Fanene Maivia | SPECTRE autobestuurder                                |
| Burt Kwouk          | SPECTRE #3                                            |
| Michael Chow        | SPECTRE #4                                            |
| Kiyomi Kobayashi    | Geisha in openingstitels, onvermeld                   |
| Sylvana Henriques   | Japanse waaierdanseres in openingstitels, onvermeld   |

## Boek en film
De plotlijn van de film komt niet overeen met die uit de roman. Wel is aan een aantal punten te merken dat het boek als basis gebruikt is:
- De Japanse setting en het conflict met Blofeld.
- "Tiger" Tanaka als hoofd van de Japanse geheime dienst.
- De contactpersoon Dikko Henderson, ofschoon die de roman overleefde.
- Het infiltreren in een vissersdorp en het daarbij vereiste schijnhuwelijk met Kissy Suzuki (wier naam in de film niet genoemd wordt).
- Aki zou in eerste instantie Suki heten, net zoals een personage uit de roman.

## Muziek
De filmmuziek werd gecomponeerd door John Barry en bij de titelsong werd de tekst geschreven door Leslie Bricusse en gezongen door Nancy Sinatra. Deze muziek werd op een soundtrackalbum uitgebracht door United Artists Records.

## Achtergronden
- De titelsong is gezongen door Nancy Sinatra. Robbie Williams heeft later nog een grote hit gehad met het nummer Millennium, waarin hij samples gebruikte van het origineel van Sinatra. Coldplay speelde het nummer tijdens een tournee in 2001.
- Charles Gray speelde in deze film Dikko Henderson, een bondgenoot van Bond. Later speelde hij in de film Diamonds Are Forever Bonds tegenstander Ernst Stavro Blofeld.
- Een opvallende gadget die Bond deze film ter beschikking heeft is een pistool in de vorm van een sigaret, en de autogiro Little Nellie.
- De film werd opgenomen in Groot-Brittannië, Japan, Gibraltar en China.
- Roald Dahl werd gevraagd het script van You Only Live Twice te schrijven. Dahl vond het boek van Ian Fleming niet het beste werk van Fleming, en liet weinig heel van de originele plot. You Only Live Twice werd daarmee de eerste film die zo hard afweek van het boek. De film was zo succesvol dat de producers Dahl vroegen ook een ander boek van Fleming naar het scherm te vertalen: Chitty Chitty Bang Bang.
- Dr. Evil, een personage van de James Bondparodie Austin Powers, is gebaseerd op Blofeld. Aanvankelijk zou Jan Werich de rol van Blofeld op zich nemen. Na een korte tijd filmen vonden de producers Werich niet geschikt genoeg, en nam Donald Pleasence zijn rol over.
- You Only Live Twice is de eerste film waarin M zich op een andere locatie bevindt dan het hoofdkantoor van de geheime dienst. Het is tevens de eerste film waarin Bond geen voet in Engeland zet (hoewel het Verenigd Koninkrijk op dat moment Hongkong nog in pacht had) en de enige waarin geen enkele scène in Engeland speelt.
- Tijdens een zwemscène werd actrice Mie Hama vervangen door Connery's vrouw Diane Cilento, omdat Hama ziek was.
- Oorspronkelijk zou Thelma Connell, de vaste bewerker van Lewis Gilberts films, You Only Live Twice bewerken. Nadat hij de film had bewerkt (en er een film van drie uur over bleef), vond men het eindresultaat erg tegenvallen. Peter R. Hunt, die eerdere Bondfilms ook al bewerkte, werd vervolgens gevraagd om de film na te bewerken.
- In eerste instantie zou actrice Mie Hama de rol van Aki vertolken en Akiko Wakabayashi die van Kissy, maar vooral Mie Hama had erg moeite met het Engels en daarom werden de rollen verwisseld.

## Varia
- Cubby Broccoli, Harry Saltzman, Ken Adam, Lewis Gilbert en Freddie Young ontsnapten aan de dood omdat ze een latere vlucht namen dan gepland was. Ze zouden op 5 maart 1966 terugvliegen naar Groot-Brittannië. Ze besloten echter te blijven om een ninja-demonstratie bij te wonen. Het vliegtuig waarin ze aanvankelijk zouden vliegen stortte 25 minuten na opstijgen neer, waarbij alle inzittenden om het leven kwamen.
- Bond zegt in deze film dat hij nooit eerder in Japan is geweest. In From Russia with Love zegt hij "Once when I was with M in Tokyo, we had an interesting experience" (vertaling: "Toen ik een keer met M in Tokio was, hebben we iets interessants meegemaakt").